# Saint-Arailles
Pour les articles homonymes, voir Saint-Araille.
Saint-Arailles (Senta Aralha en gascon) est une commune française située dans le centre du département du Gers (région Occitanie). Sur le plan historique et culturel, la commune est dans le Pays d'Auch, un territoire céréalier et viticole qui s'est également constitué en pays au sens aménagement du territoire en 2003.
Exposée à un climat océanique altéré, elle est drainée par l'Osse, le Lizet et par divers autres petits cours d'eau. La commune possède un patrimoine naturel remarquable : un site Natura 2000 (les « coteaux de Lizet et de l'Osse vers Montesquiou ») et deux zones naturelles d'intérêt écologique, faunistique et floristique.
Saint-Arailles est une commune rurale qui compte 137 habitants en 2022, après avoir connu un pic de population de 466 habitants en 1831. Elle fait partie de l'aire d'attraction d'Auch. Ses habitants sont appelés les Saint-Araillais ou  Saint-Araillaises.
C'est l'un des castelnaux les mieux conservés de la vallée de l'Osse.
Le patrimoine architectural de la commune comprend un immeuble protégé au titre des monuments historiques : la chapelle Notre-Dame-de-Brétous, inscrite en 1943.

## Géographie

### Localisation
Saint-Arailles se situe juste à l'écart de la route qui mène de Miélan à Vic-Fezensac (à l'intersection de la D 34 et de la D 189). Les villages les plus proches sont Riguepeu (à 2,6 km.), Mirannes (à 2,8 km.) et Montesquiou (7 km.). Saint-Arailles fait partie du canton de Vic-Fezensac, ville dont elle est éloignée de 16 km. Saint-Arailles se trouve à 25 km. d'Auch, chef-lieu du département du Gers. Saint-Arailles occupe une superficie de 1320 hectares.

### Communes limitrophes
Les communes limitrophes sont Castelnau-d'Anglès, Mirannes, Montesquiou et Riguepeu.
|                    | Riguepeu       |          |
| Castelnau-d'Anglès | Saint-Arailles | Mirannes |
|                    | Montesquiou    |          |

### Géologie et relief
La superficie de la commune est de 1 320 ha et son altitude varie de 136 m à 236 m.
Le village se situe à une altitude moyenne de 186 m. Ses points culminants affichent 236 mètres (château d'eau au-dessus de la chapelle de Brétous) à l'est, et 230 mètres (bois de Montpellier) à l'ouest. Le point le moins élevé de la commune est à une altitude de 136 m. Le village lui-même est à 173 m. d'altitude.
Les coteaux accidentés sont typiques de ceux de l'Astarac. Les reliefs dissymétriques creusés par des cours d'eau s'écoulant des Pyrénées en direction du nord offrent une géologie contrastée. Le terrain, composite, comprend du sable, des galets granitiques, des molasses.. caractéristiques du Burdigalien.
Les versants calcaires abrupts, côté est, recouverts de bois et de landes, font face, à l'ouest, à des versants limoneux aux pentes plus douces sur lesquelles sont installées des cultures.
Saint-Arailles se situe en zone de sismicité 2 (sismicité faible).

### Hydrographie

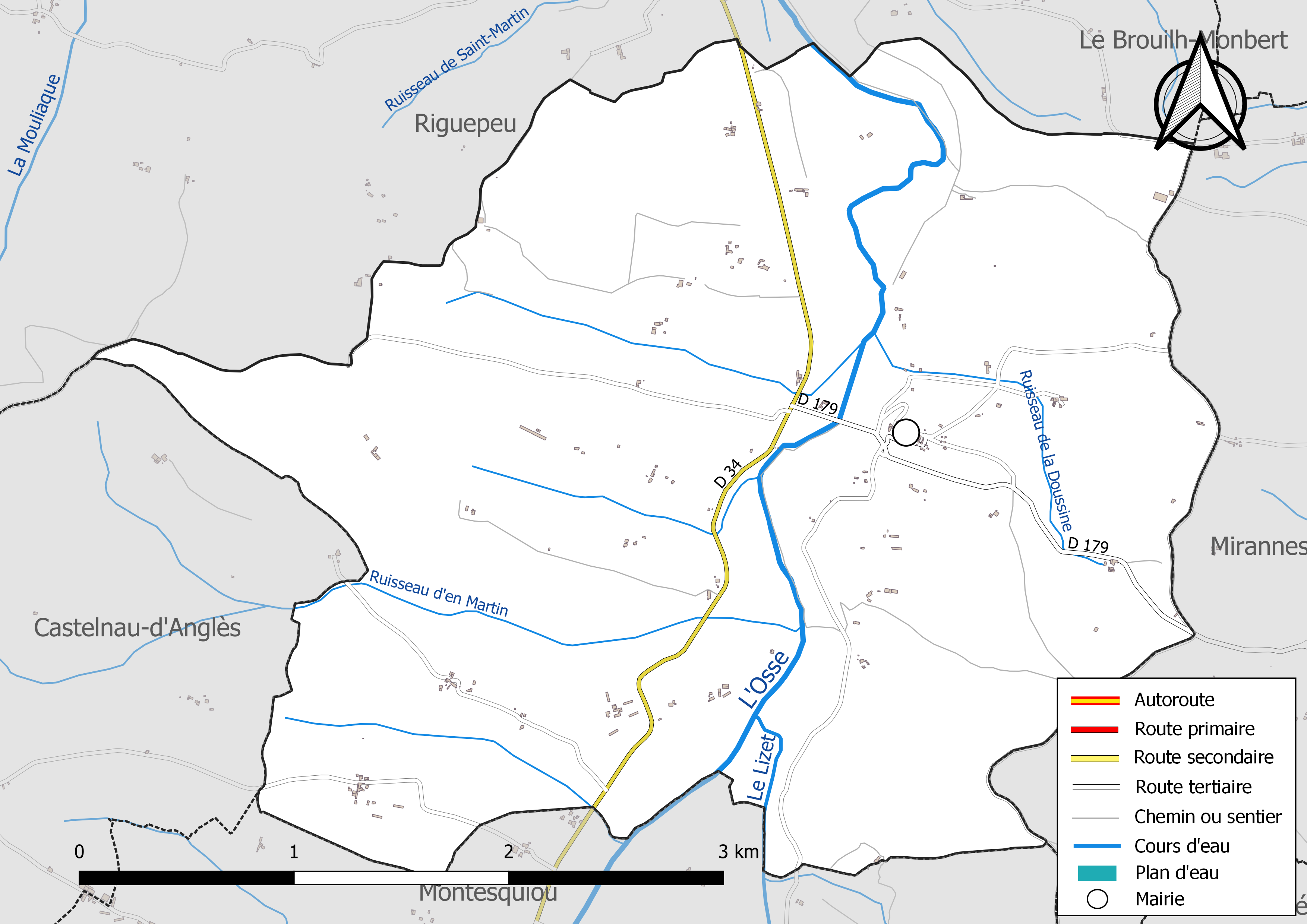
Réseaux hydrographique et routier de Saint-Arailles.

La commune est dans le bassin de la Garonne, au sein du bassin hydrographique Adour-Garonne. Elle est drainée par l'Osse, le Lizet, le ruisseau de la Doussine, le ruisseau d'en Martin et par divers petits cours d'eau, qui constituent un réseau hydrographique de 15 km de longueur totale,.
L'Osse, d'une longueur totale de 120,3 km, prend sa source dans la commune de Bernadets-Debat et s'écoule vers le nord. Il traverse la commune et se jette dans la Gélise à Andiran, après avoir traversé 36 communes.
Le Lizet, d'une longueur totale de 13,6 km, prend sa source dans la commune de Saint-Martin et s'écoule vers le nord. Il traverse la commune et se jette dans l'Osse sur le territoire communal, après avoir traversé 6 communes.

### Climat
Pour des articles plus généraux, voir Climat de l'Occitanie et Climat du Gers.
En 2010, le climat de la commune est de type climat du Bassin du Sud-Ouest, selon une étude s'appuyant sur une série de données couvrant la période 1971-2000. En 2020, Météo-France publie une typologie des climats de la France métropolitaine dans laquelle la commune est exposée à un climat océanique altéré et est dans la région climatique Aquitaine, Gascogne, caractérisée par une pluviométrie abondante au printemps, modérée en automne, un faible ensoleillement au printemps, un été chaud (19,5 °C), des vents faibles, des brouillards fréquents en automne et en hiver et des orages fréquents en été (15 à 20 jours).
Pour la période 1971-2000, la température annuelle moyenne est de 13,2 °C, avec une amplitude thermique annuelle de 15,3 °C. Le cumul annuel moyen de précipitations est de 869 mm, avec 10,7 jours de précipitations en janvier et 6,5 jours en juillet. Pour la période 1991-2020, la température moyenne annuelle observée sur la station météorologique la plus proche, située sur la commune de Peyrusse-Grande à 12 km à vol d'oiseau, est de 13,7 °C et le cumul annuel moyen de précipitations est de 835,1 mm,. Pour l'avenir, les paramètres climatiques de la commune estimés pour 2050 selon différents scénarios d'émission de gaz à effet de serre sont consultables sur un site dédié publié par Météo-France en novembre 2022.

### Milieux naturels et biodiversité

#### Réseau Natura 2000

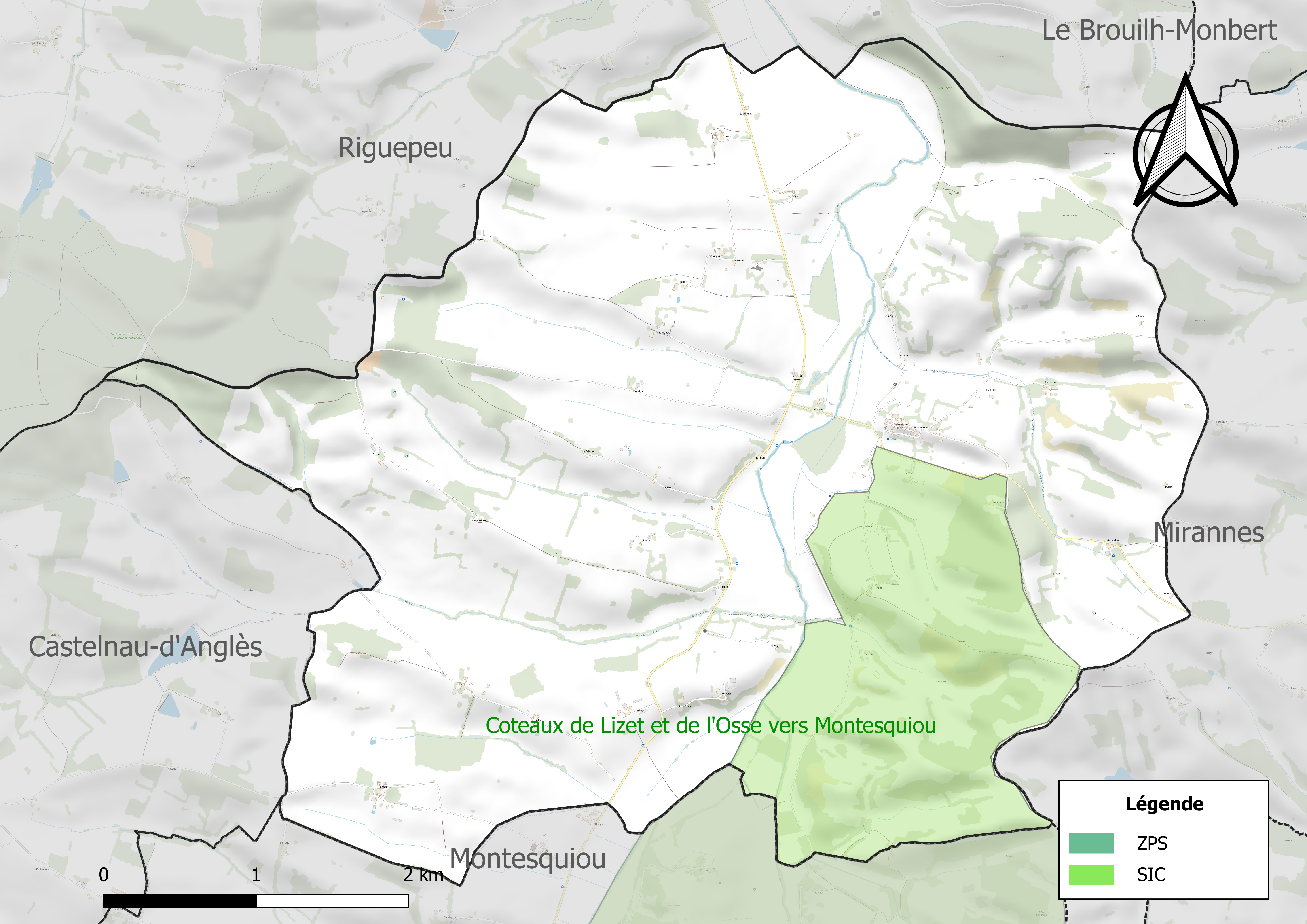
Site Natura 2000 sur le territoire communal.

Le réseau Natura 2000 est un réseau écologique européen de sites naturels d'intérêt écologique élaboré à partir des directives habitats et oiseaux, constitué de zones spéciales de conservation (ZSC) et de zones de protection spéciale (ZPS).
Un site Natura 2000 a été défini sur la commune au titre de la directive habitats : les « coteaux de Lizet et de l'Osse vers Montesquiou », d'une superficie de 1 865 ha, composés de coteaux découpés par deux cours d'eau issus du plateau de Lannemezan, comportant localement des bancs calcaires perforés de grottes. De nombreux vallons sont parsemés de prairies, landes et pelouses très riches en orchidées.

#### Zones naturelles d'intérêt écologique, faunistique et floristique

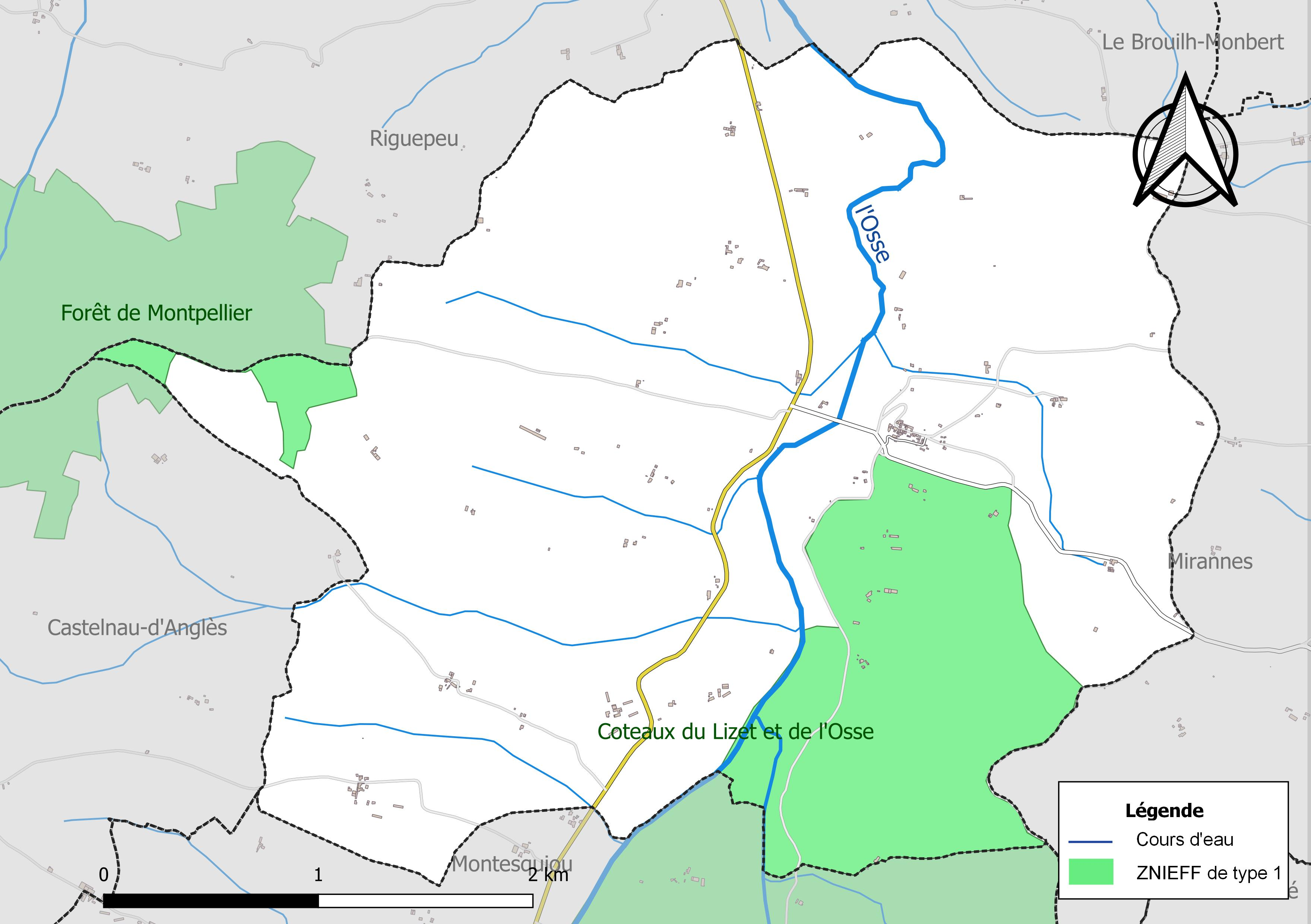
Carte des ZNIEFF de type 1 localisées sur la commune.

L’inventaire des zones naturelles d'intérêt écologique, faunistique et floristique (ZNIEFF) a pour objectif de réaliser une couverture des zones les plus intéressantes sur le plan écologique, essentiellement dans la perspective d’améliorer la connaissance du patrimoine naturel national et de fournir aux différents décideurs un outil d’aide à la prise en compte de l’environnement dans l’aménagement du territoire.
Deux ZNIEFF de type 1 sont recensées sur la commune :
les « coteaux du Lizet et de l'Osse* » (1 884 ha), couvrant 4 communes du département, et 
la « forêt de Montpellier » (270 ha), couvrant 3 communes du département.

## Urbanisme

### Typologie
Au 1er janvier 2024, Saint-Arailles est catégorisée commune rurale à habitat très dispersé, selon la nouvelle grille communale de densité à sept niveaux définie par l'Insee en 2022.
Elle est située hors unité urbaine. Par ailleurs la commune fait partie de l'aire d'attraction d'Auch, dont elle est une commune de la couronne,. Cette aire, qui regroupe 112 communes, est catégorisée dans les aires de 50 000 à moins de 200 000 habitants,.

### Occupation des sols
L'occupation des sols de la commune, telle qu'elle ressort de la base de données européenne d’occupation biophysique des sols Corine Land Cover (CLC), est marquée par l'importance des territoires agricoles (93,7 % en 2018), une proportion identique à celle de 1990 (93,7 %). La répartition détaillée en 2018 est la suivante : 
terres arables (45,7 %), zones agricoles hétérogènes (41,7 %), forêts (6,3 %), prairies (6,2 %). L'évolution de l’occupation des sols de la commune et de ses infrastructures peut être observée sur les différentes représentations cartographiques du territoire : la carte de Cassini (XVIIIe siècle), la carte d'état-major (1820-1866) et les cartes ou photos aériennes de l'IGN pour la période actuelle (1950 à aujourd'hui).

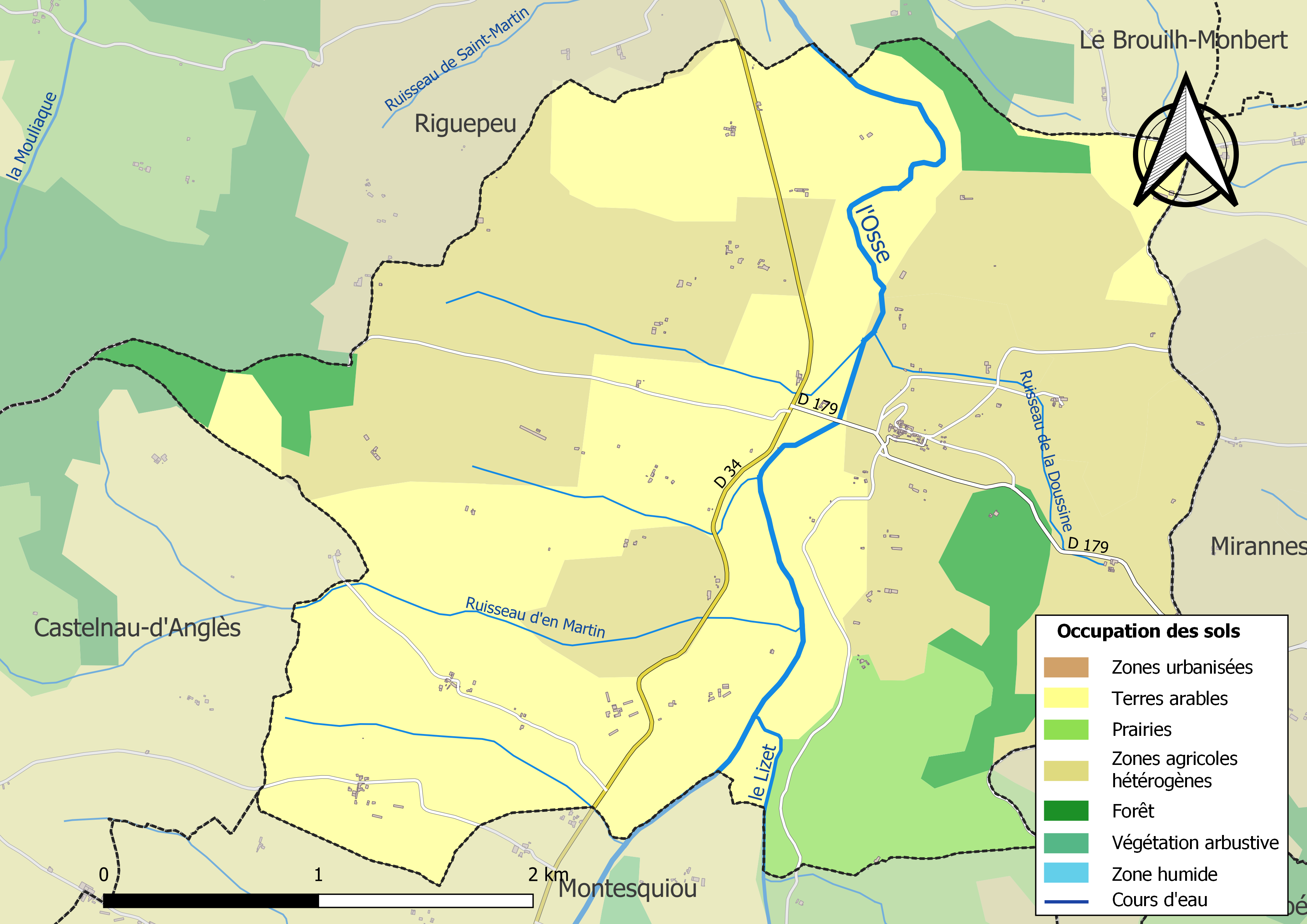
Carte des infrastructures et de l'occupation des sols de la commune en 2018 (CLC).

### Risques majeurs
Le territoire de la commune de Saint-Arailles est vulnérable à différents aléas naturels : météorologiques (tempête, orage, neige, grand froid, canicule ou sécheresse) et séisme (sismicité faible). Un site publié par le BRGM permet d'évaluer simplement et rapidement les risques d'un bien localisé soit par son adresse soit par le numéro de sa parcelle.

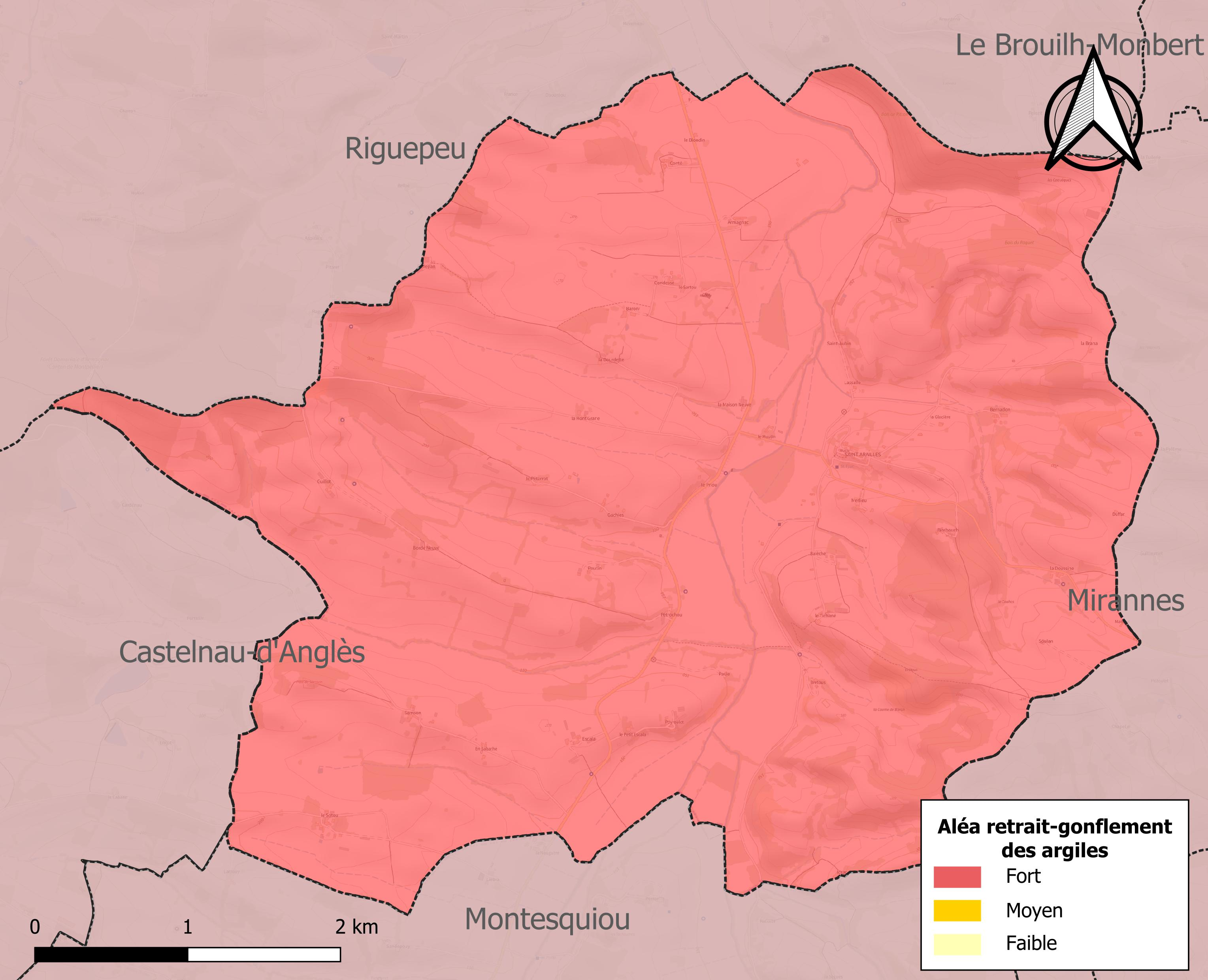
Carte des zones d'aléa retrait-gonflement des sols argileux de Saint-Arailles.

Le retrait-gonflement des sols argileux est susceptible d'engendrer des dommages importants aux bâtiments en cas d’alternance de périodes de sécheresse et de pluie. La totalité de la commune est en aléa moyen ou fort (94,5 % au niveau départemental et 48,5 % au niveau national). Sur les 96 bâtiments dénombrés sur la commune en 2019, 96 sont en aléa moyen ou fort, soit 100 %, à comparer aux 93 % au niveau départemental et 54 % au niveau national. Une cartographie de l'exposition du territoire national au retrait gonflement des sols argileux est disponible sur le site du BRGM,.
Par ailleurs, afin de mieux appréhender le risque d’affaissement de terrain, l'inventaire national des cavités souterraines permet de localiser celles situées sur la commune.
La commune a été reconnue en état de catastrophe naturelle au titre des dommages causés par les inondations et coulées de boue survenues en 1999 et 2009. Concernant les mouvements de terrains, la commune a été reconnue en état de catastrophe naturelle au titre des dommages causés par la sécheresse en 1989, 2016 et 2019 et par des mouvements de terrain en 1999.

## Toponymie
Le nom de Saint-Arailles (Senta Aralha en occitan), proche de celui de plusieurs autres communes, est une déformation de celui de Sainte Eulalie (Sancta Eulalia). En 1750, la carte de Cassini indique le village sous le nom de Saint Traille d'Anglés. Plusieurs lieux-dits ou fermes qui existent encore de nos jours s'y trouvent déjà.
Durant la Révolution française, la commune est renommée Lamothe-sur-l'Osse.

## Histoire

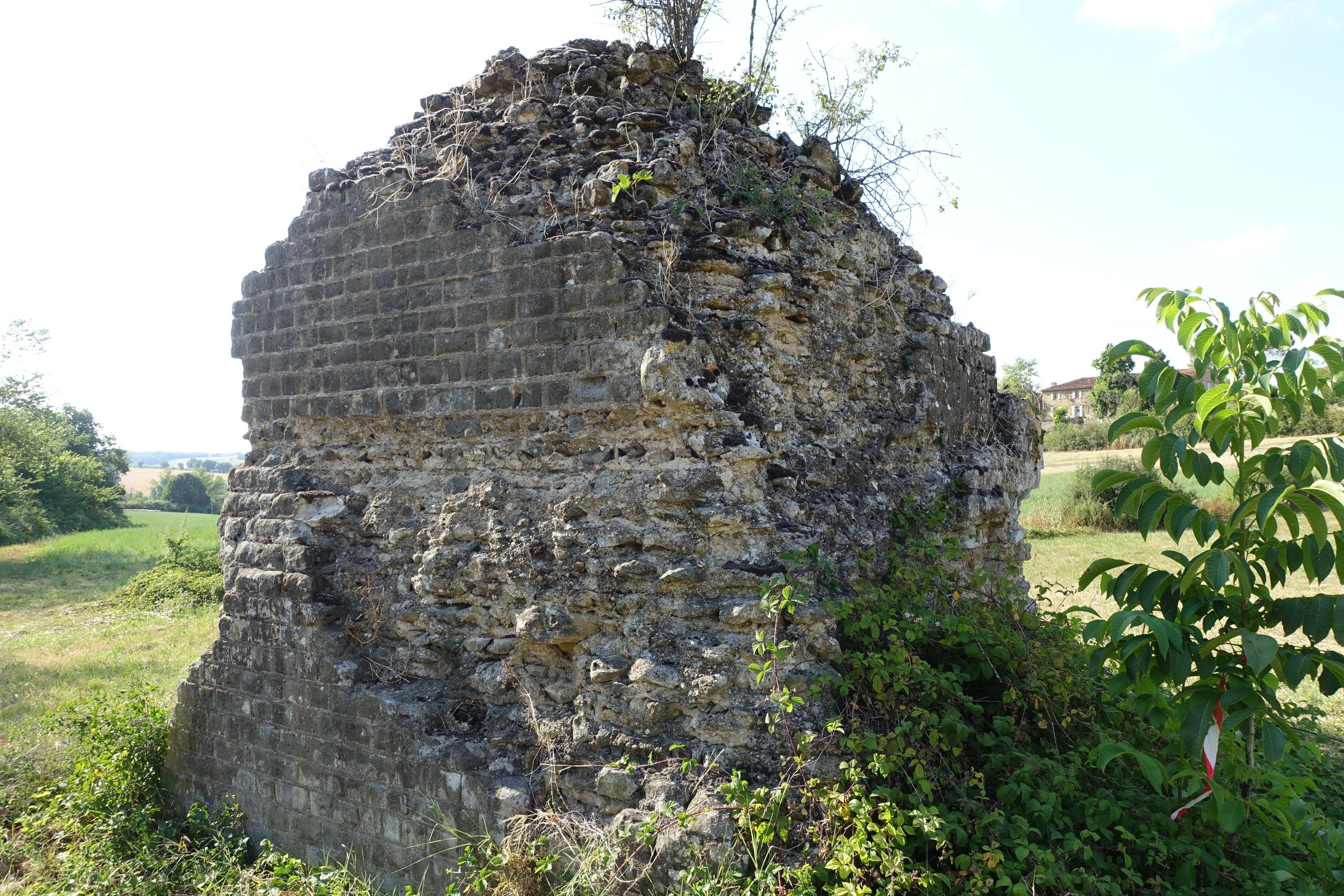
Pile gallo-romaine de la Tourraque de Merlieu.

Si la présence d'une pile gallo-romaine, dite de la Turraque, sur son territoire témoigne d'une occupation antérieure, Saint-Arailles est un castelnau (village fortifié) fondé au XIIIe siècle. Il possède encore une grande partie des remparts et deux portes, celle de l'ouest qu'on ne peut emprunter qu'à pied ou à cheval, et celle de l'est, couronnée jusqu'au début du XXe siècle par un pigeonnier.
Le village est situé sur un éperon rocheux et a probablement été précédé, à l'époque féodale, par une motte castrale. La toponymie de la commune comprend d'ailleurs un lieu-dit La Motte, en dehors des remparts, juste au-dessus du village actuel.
Il y a également eu une salle, la salle de Bernardon, bâtiment fortifié dont une partie est intégrée à l'actuelle ferme de Lassale, juste au-delà du village. Une ancienne salle, fortement modifiée, est à l'origine de l'actuel château de Saint-Jean d'Anglès.
Les vestiges d'une ancienne église, Saint-Aubin, auraient été localisés au nord du village et des sarcophages paléochrétiens découverts.
D'après des recherches récentes, effectuées entre autres par Jean-Claude Dubocs, ancien conseiller municipal, un acte notarié du 12 avril 1283 révèle l'existence du village et de l'église qui appartiennent alors au pays d'Anglès et à la baronnie de Montesquiou, ce que confirment d'autres documents de 1301 et de 1307. L'année d'après (1308), Longue de Montaut, veuve de Raymond Aymeri de Montesquiou, donne à son fils, Genses, ses droits sur les châteaux de Saint-Arailles (Castrum de Sancta Raylha) et de Saint-Jean d'Anglès (Sancto Johanne).
En 1901, un trésor de 381 pièces d'or du XIVe siècle, enfermées dans un pot de grès, a été découvert par Honoré Dupouy dans son champ au pied du village. Son origine est inconnue mais les pièces, pour l'essentiel étrangères, semblent avoir été enterrées par un hôte de passage plutôt que par un habitant du village.
Le Parlement de Toulouse attribue, en 1479, le fief à la fille d'Arsieu de Montesquiou. Il passera ensuite de mains en mains, par mariage ou à la suite de ventes. Les derniers seigneurs de Saint-Arailles, issus de la famille Saint-Lary, portent le titre de comtes de Comminges (un puits de l'ancien château porte d'ailleurs l'inscription comte de Comminges), à la suite d'une alliance, en 1730, avec Jeanne-Françoise de Gaillon, seigneuresse de Saint-Arailles et Bianne. J.-F. de Caillon épouse de Messire Bernard de Commenge seigneur de St-Lary, capitaine au régiment de Veyne-dragon fit son testament le 22 janvier 1735, son mari étant à l'armée d'Italie. Il fut ouvert le 24 décembre 1750. Elle nomme héritier son fils unique Joseph-Marie. Son fils, Marie-Joseph de Comminges, n'a pas été inquiété au moment de la Révolution. Il meurt sans postérité en 1807. Son demi-frère, le baron de Comminges, hérite alors des propriétés de Saint-Arailles. Il y meurt, « en son château », le 31 décembre 1835. En 1847, les terres sont vendues, ainsi que le château qui avait subi, au cours du XVIIIe siècle, de nombreuses transformations.
La commune de Saint-Arailles comprend aussi un ancien hameau, celui de Saint-Jean d'Angles, situé à 1 km en contrebas du castelnau, dans la vallée de l'Osse. Ancienne propriété des Montesquiou, Saint-Jean d'Angles est devenu une commune à la Révolution. En 1821, la commune de Saint-Jean-d'Angles est rattachée à Saint-Arailles.

## Politique et administration

### Administration municipale
Saint-Arailles est un village de la communauté de communes d'Artagnan en Fézensac.

### Liste des maires
| Période                                  | Période                    | Identité                  | Étiquette | Qualité     |
| ---------------------------------------- | -------------------------- | ------------------------- | --------- | ----------- |
| Les données manquantes sont à compléter. |                            |                           |           |             |
| 1792                                     | 1794                       | Dominique Castay          |           |             |
| 1795                                     | 1800                       | Bernard Laberguère        |           |             |
| 1800                                     | 1801                       | Baptiste Péres            |           |             |
| mai 1858                                 | 1860                       | M. Pellaroque             |           |             |
| août 1860                                | 1871                       | Jules de Barry            |           |             |
| mai 1871                                 | 1876                       | Lucien Bonnet             |           |             |
| mai 1876                                 | 1881                       | Louis Lasportes           |           |             |
| janvier 1881                             | 1900                       | Frix Berges               |           |             |
| mai 1900                                 | 1914                       | Jules-Marie-Marius Bergès |           |             |
| novembre 1914                            | 1929                       | Léon Agut                 |           | [ Note 8 ]  |
| juin 1929                                | 1935                       | Jean-Marie Lasportes      |           |             |
| mai 1935                                 | 1945                       | Armand Gassiolle          |           |             |
| avril 1945                               | 1953                       | André Massartic           |           |             |
| avril 1953                               | 1959                       | Norbert Lasportes         |           |             |
| mars 1959                                | 1971                       | Pierre Massartic          |           |             |
| mars 1971                                | 2001                       | Jean-Louis Lasportes      |           |             |
| mars 2001                                | En cours (au 28 août 2021) | Bernard Lasportes         | DVG       | Agriculteur |

### Élections
Traditionnellement une liste unique est présentée pour les élections municipales.
La tendance politique actuelle, pour les élections présidentielles, est favorable à la gauche.
Au second tour de la présidentielle de 2007, Ségolène Royal (PS) obtenait 66,28 % des voix, contre 33,62 % pour Nicolas Sarkozy (UMP).
Au premier tour, les chiffres étaient les suivants : Ségolène Royal : 35,63 % ; Nicolas Sarkozy : 19,54 % ; François Bayrou : 16,09 % ; Jean-Marie Le Pen : 11,49 % ; José Bové : 5,75 % ; Olivier Besancenot : 3,45 % ; Dominique Voynet : 2,30 % ; Philippe de Villiers : 2,30 % ; Marie-George Buffet : 1,15 % ; Gérard Schivardi : 1,15 % ; Frédéric Nihous : 1,15 % ; Arlette Laguillier : 0.
Aux élections européennes de 2009, les Verts arrivent en tête (29,27 %), devant la Liste de la majorité (21,95 %), le PS (17,07), le Modem (14,63 %), le FN (4,88 %), le PCF (4,88 %), l'extrême Gauche (4,88 %) et les divers Droite (2,44 %).
Au second tour de la présidentielle de 2012, François Hollande (PS) obtenait ainsi 47 voix contre 27 à Nicolas Sarkozy (UMP).
Au premier tour, les chiffres étaient les suivants : François Hollande : 32,94 % ; François Bayrou : 20,00 % ; Nicolas Sarkozy : 15,29 % ; Jean-Luc Mélenchon : 10,25 % ; Eva Joly : 9,41 % ; Marine Le Pen : 9,41 % ; Nicolas Dupont-Aignan : 2,35 %.
.
Aux élections européennes de 2014, la liste UMP arrive en tête avec 19,12% des voix.

## Population et société

### Démographie
| 1793 | 1800 | 1806 | 1821 | 1831 | 1841 | 1846 | 1851 | 1856 |
| ---- | ---- | ---- | ---- | ---- | ---- | ---- | ---- | ---- |
| 319  | 313  | 293  | 332  | 466  | 454  | 439  | 424  | 408  |

| 1861 | 1866 | 1872 | 1876 | 1881 | 1886 | 1891 | 1896 | 1901 |
| ---- | ---- | ---- | ---- | ---- | ---- | ---- | ---- | ---- |
| 407  | 396  | 373  | 371  | 406  | 364  | 369  | 333  | 310  |

| 1906 | 1911 | 1921 | 1926 | 1931 | 1936 | 1946 | 1954 | 1962 |
| ---- | ---- | ---- | ---- | ---- | ---- | ---- | ---- | ---- |
| 325  | 312  | 234  | 249  | 230  | 235  | 208  | 193  | 150  |

| 1968 | 1975 | 1982 | 1990 | 1999 | 2005 | 2006 | 2010 | 2015 |
| ---- | ---- | ---- | ---- | ---- | ---- | ---- | ---- | ---- |
| 154  | 139  | 136  | 133  | 116  | 123  | 125  | 144  | 139  |

| 2020 | 2022 | - | - | - | - | - | - | - |
| ---- | ---- | - | - | - | - | - | - | - |
| 141  | 137  | - | - | - | - | - | - | - |

Saint-Arailles comptait 313 habitants en 1800, la commune voisine de Saint-Jean d'Anglès en avait alors 78. Le chiffre le plus important connu (après l'intégration de Saint-Jean à Saint-Arailles) est celui de 1831: 466 habitants. Depuis, le dépeuplement rural s'est accéléré jusqu'à la fin du XXe siècle. L'arrivée de nouveaux habitants, souvent en provenance d'autres pays européens (Grande-Bretagne, Belgique, Pays-Bas) a fait légèrement remonter les chiffres qui s'établissaient à 133 en 2008 et à 150 en 2011. La densité est inférieure à 10 habitants au km².

### Enseignement
La salle de classe restaurée logée dans la mairie témoigne du temps où les Saint-Araillais étaient scolarisés dans leur commune. À l'heure actuelle, ils fréquentent la maternelle de L'Isle-de-Noé, l'école de Riguepeu, les collèges de Vic-Fezensac et de Mirande ainsi que plusieurs lycées du département selon le type d'études qu'ils poursuivent.

### Manifestations culturelles et festivités
La  fête du village a lieu tous les ans le weekend qui précède le 15 août.
Tous les printemps, l'évènement Les fromagers aux remparts permet aux nombreux fromagers de la commune ainsi qu'à des invités de présenter leurs produits.
Le 1er mai, une promenade de découverte des orchidées sauvages est organisée.
En juillet, un spectacle bilingue, Shakespeare au château, est présenté dans le parc du château de Saint-Jean d'Anglès.
Le 15 août, une messe mariale est célébrée à la chapelle Notre-Dame de Brétous. Le lundi de Pentecôte un pèlerinage y a traditionnellement lieu.

### Sports
La Pétanque saint-araillaise a formé plusieurs équipes qui se sont distinguées lors des championnats du Gers. Elle organise chaque année des repas festifs, des formations pour les jeunes et des tournois amicaux. Elle dispose depuis peu d'un terrain en contrebas du village. Monsieur Thenet en est le responsable et l'âme.

### Cultes
Saint-Arailles dépend de l'ensemble des paroisses Saint-Jean-Baptiste-du-Mirandais, Saint-Fris-d'Anglès et Saint-Roch-d'Arros-Baïse. Les principaux rendez-vous de l'année dans la commune sont le pèlerinage de la Pentecôte et la messe de l'Asssomption le 15 août à la chapelle Notre-Dame-de-Brétous.

## Économie

### Emploi
|                | 2008  | 2013   | 2018  |
| -------------- | ----- | ------ | ----- |
| Commune        | 7,7 % | 12,4 % | 6,4 % |
| Département    | 6,1 % | 7,5 %  | 8,2 % |
| France entière | 8,3 % | 10 %   | 10 %  |

En 2018, la population âgée de 15 à 64 ans s'élève à 76 personnes, parmi lesquelles on compte 70,5 % d'actifs (64,1 % ayant un emploi et 6,4 % de chômeurs) et 29,5 % d'inactifs,. En  2018, le taux de chômage communal (au sens du recensement) des 15-64 ans est inférieur à celui de la France et département, alors qu'en 2008 il était supérieur à celui du département et inférieur à celui de la France.
La commune fait partie de la couronne de l'aire d'attraction d'Auch, du fait qu'au moins 15 % des actifs travaillent dans le pôle,. Elle compte 15 emplois en 2018, contre 23 en 2013 et 26 en 2008. Le nombre d'actifs ayant un emploi résidant dans la commune est de 51, soit un indicateur de concentration d'emploi de 29,2 % et un taux d'activité parmi les 15 ans ou plus de 43,5 %.
Sur ces 51 actifs de 15 ans ou plus ayant un emploi, 11 travaillent dans la commune, soit 21 % des habitants. Pour se rendre au travail, 82,7 % des habitants utilisent un véhicule personnel ou de fonction à quatre roues, 1,9 % s'y rendent en deux-roues, à vélo ou à pied et 15,4 % n'ont pas besoin de transport (travail au domicile).

### Activités hors agriculture

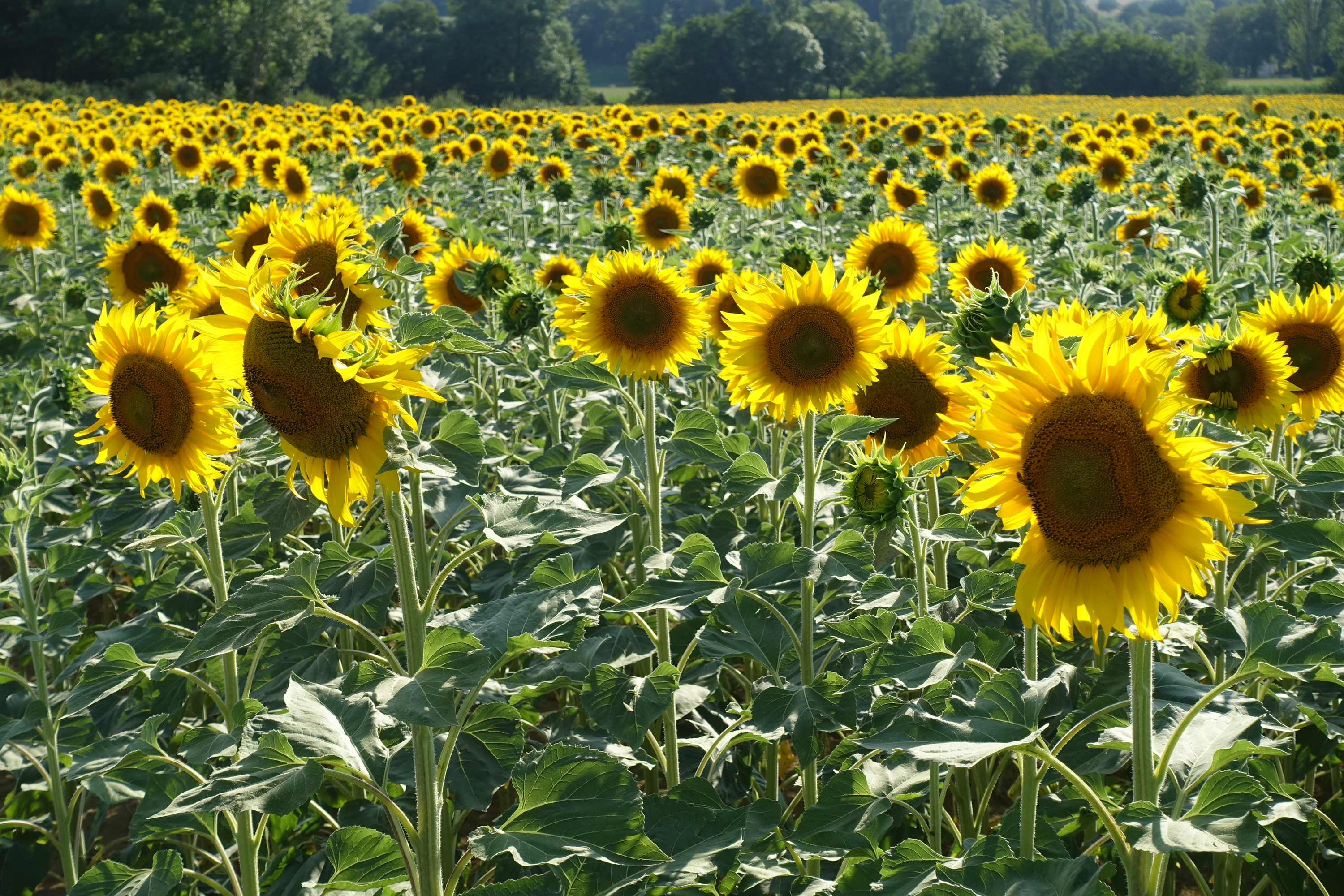
Champ de tournesols à Saint-Arailles.

#### Secteurs d'activités
14 établissements sont implantés  à Saint-Arailles au 31 décembre 2019.
Le secteur de la construction est prépondérant sur la commune puisqu'il représente 35,7 % du nombre total d'établissements de la commune (5 sur les 14 entreprises implantées  à Saint-Arailles), contre 14,6 % au niveau départemental.

#### Entreprises et commerces
L'époque lors de laquelle Saint-Arailles comptait des cafés, une épicerie etc. est révolue. L'essentiel de l'activité économique actuelle tourne autour de l'agriculture (élevage de bovins, d'ovins, de chèvres, de poulets et de canards, et culture de blé, maïs, orge, tabac, tournesols et pois, mais guère de vignes...). Plusieurs fromagers sont présents sur la commune, ainsi que des producteurs de foie gras. Il y a des bois d'exploitation, notamment une peupleraie.

### Agriculture
La commune est dans le Ténarèze, une petite région agricole occupant le centre du département du Gers, faisant transition entre lʼAstarac pyrénéen, dont elle est originaire et dont elle prolonge et atténue le modelé, et la Gascogne garonnaise dont elle annonce le paysage. En 2020, l'orientation technico-économique de l'agriculture  sur la commune est la polyculture et/ou le polyélevage.
|               | 1988 | 2000 | 2010 | 2020 |
| ------------- | ---- | ---- | ---- | ---- |
| Exploitations | 21   | 18   | 15   | 12   |
| SAU (ha)      | 817  | 884  | 738  | 973  |

Le nombre d'exploitations agricoles en activité et ayant leur siège dans la commune est passé de 21 lors du recensement agricole de 1988  à 18 en 2000 puis à 15 en 2010 et enfin à 12 en 2020, soit une baisse de 43 % en 32 ans. Le même mouvement est observé à l'échelle du département qui a perdu pendant cette période 51 % de ses exploitations,. La surface agricole utilisée sur la commune a quant à elle augmenté, passant de 817 ha en 1988 à 973 ha en 2020. Parallèlement la surface agricole utilisée moyenne par exploitation a augmenté, passant de 39 à 81 ha.

## Culture locale et patrimoine

### Patrimoine religieux

#### Chapelle Notre-Dame-de-Brétous

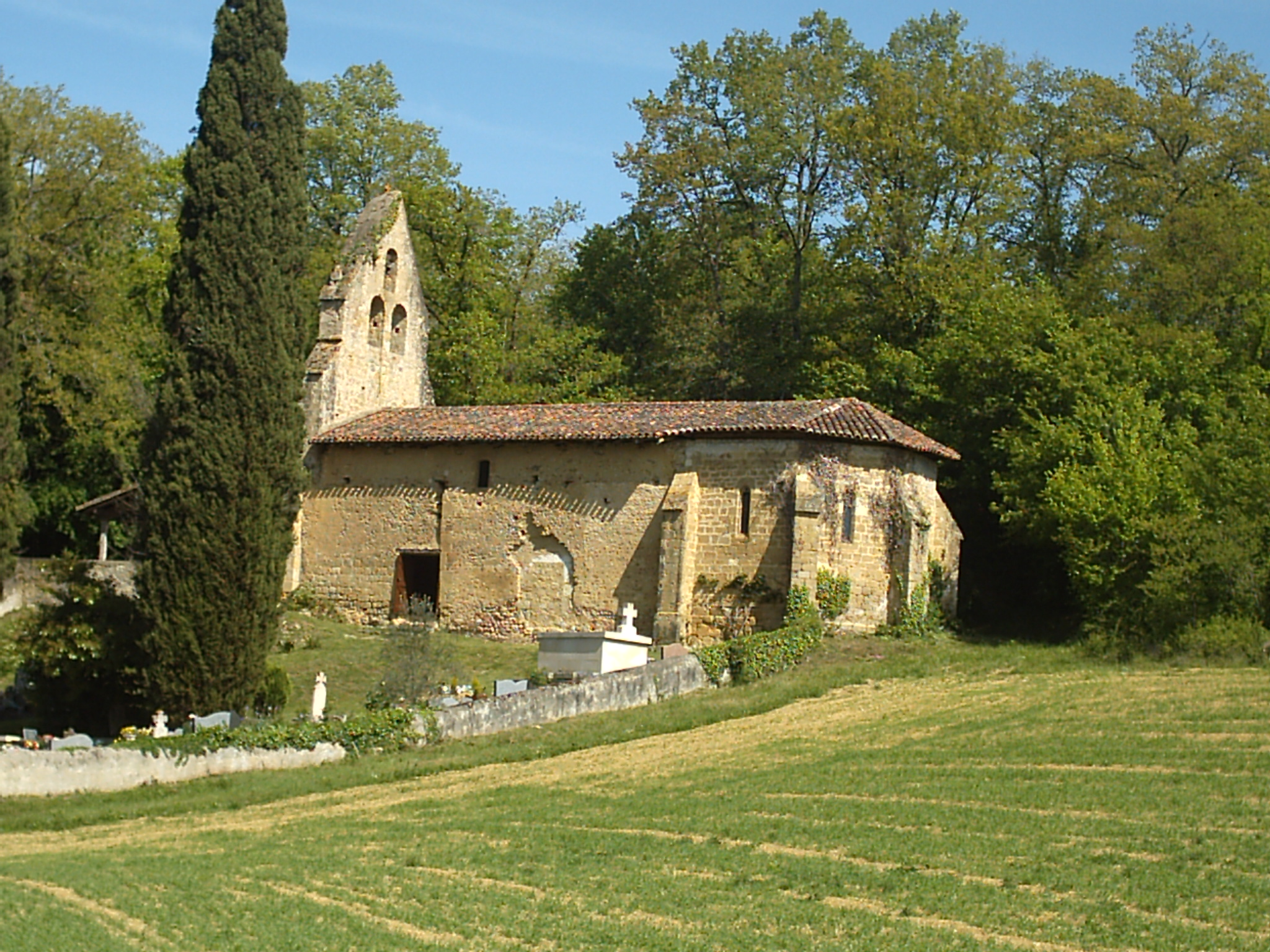
Chapelle de Brétous vue par le chevet.

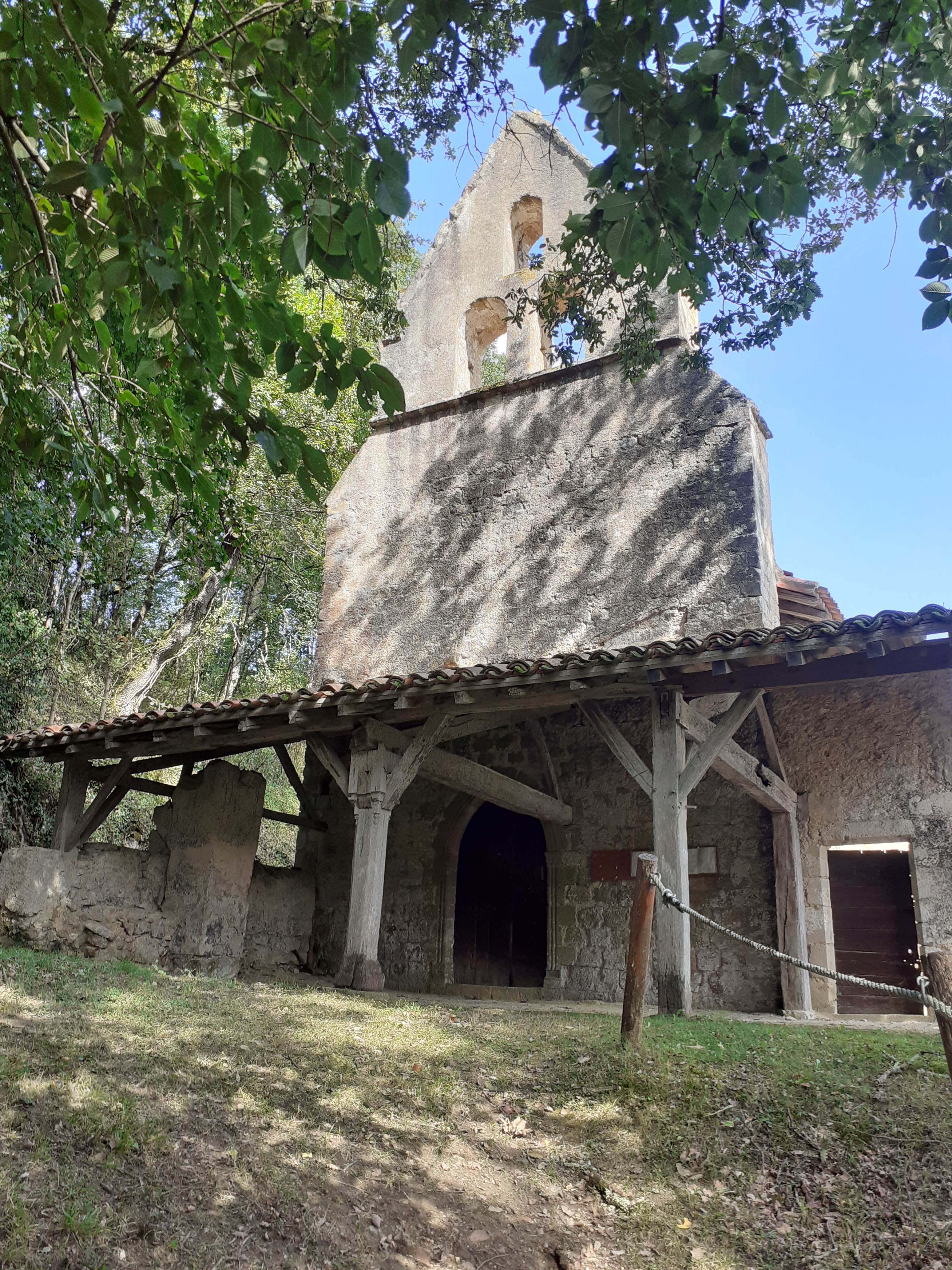
Porche d'entrée de la chapelle de Brétous.

En 1080, l'église Notre-Dame de Brétous, actuelle chapelle du cimetière, est confiée au chapitre d'Auch. Vers 1170 le pape Célestin III confirme cette donation dans une bulle. Les Templiers, installés à la Grange d'en Martin à la limite de Castelnau-d'Anglès et de Saint-Arailles semblent avoir détenu les terres qui l'environnaient. Notre-Dame de Brétous est cité comme lieu de pèlerinage dès le XIIIe siècle.
L'édifice actuel a été construit au XVe siècle auprès d'une source dont les vertus médicales étaient vantées autrefois pour ceux qui souffraient des yeux ou de rhumatismes. Le porche sur poteaux de bois comporte encore sur l'un des poteaux des moulures du XVe siècle. La chapelle ouvre sur le cimetière par une porte avec linteau en accolade orné d'une fleur de lys. Sa nef est rectangulaire  et le chœur polygonal est voûté sur des nervures convergeant vers une  clef ornée de l'écusson des Montesquiou.
Les nervures sont soutenues par des culs-de-lampe décorés de divers animaux (loup, têtes de biches) et d'une tête couronnée sur un corps de poisson. La chapelle de Brétous  unit différents styles architecturaux, les éléments les plus anciens (la partie inférieure, côté est) sont certainement des restes du sanctuaire préroman primitif, avec son petit appareil. Au-dessus, le moellon est plus tardif.
Le chevet gothique remonterait au XIVe ou XVe siècle, avant la cession de la seigneurie de Saint-Arailles par les barons de Montesquiou dont les armes figurent sur la clef de voûte. Des modifications qui ont eu lieu au cours des siècles ont laissé des traces, comme la porte murée de style gothique tardif ou encore la surélévation des murs et le percement de la porte du côté du cimetière. Par endroits, on décèle encore des traces de polychromie dans le chœur. La chapelle est coiffée par un clocher-mur contemporain de celui de l'église du village.
La tradition des célébrations mariales se poursuit avec des messes les 15 août et les lundis de Pentecôte, lors desquelles est entonné un chant en patois qui honore la Vierge et demande sa bénédiction pour saint Arailles.
La chapelle Notre-Dame de Brétous a été inscrite à l'inventaire des monuments historiques le 17 décembre 1943.
Le cimetière du village jouxte la chapelle. On y trouve nombre de tombes de Saint-Araillais qui ont été résistants pendant la Seconde Guerre mondiale.
Un petit chemin, au-dessus de la chapelle, à gauche, mène à une croix de pierre qui porte la date de 1743.
Sur le parking de Lamotte, une croix en fer forgé, installée au XXe siècle, remplace celles qui ont disparu - dont l'une ou moins fut frappée par la foudre. La croix est montée sur un socle en pierre dont l'inscription commémorant la mission de septembre 1868 est complètement effacée.

#### Église Saint-Barthélemy

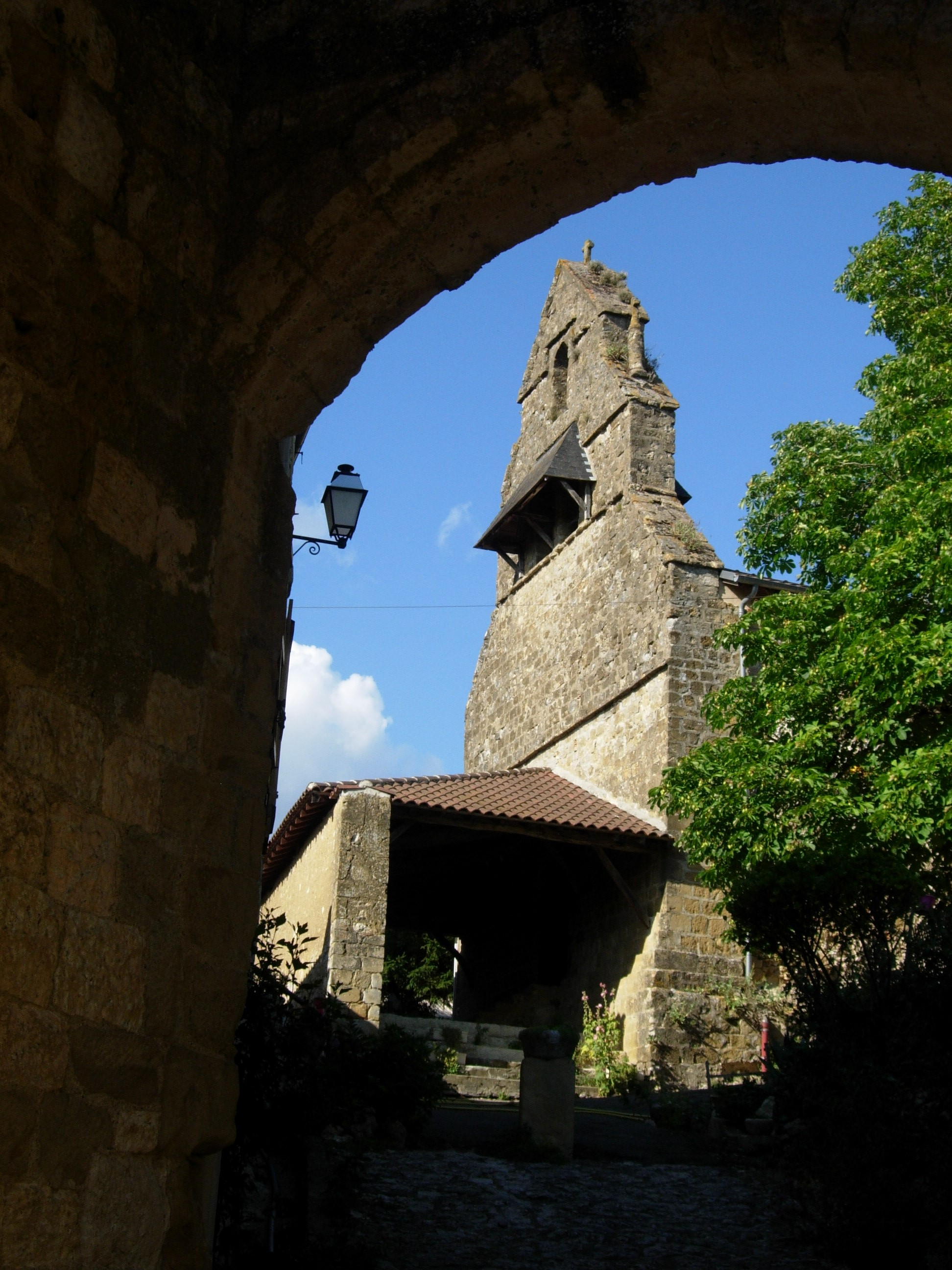
L'église Saint-Barthélemy.

L'église Saint-Barthélemy, dans la partie ouest du village, est visible de la route principale qui mène de Montesquiou à Vic-Fezensac. Construite en calcaire local, avec son clocher-mur, en queue d'aronde, en tuf, elle a deux cloches. La plus ancienne fut fondue en 1847 par Perret et fils, fondeurs à Auch. Elle a un diamètre de 810 mm. et pèse 310 kg. Elle eut pour parrains des membres de la famille de Barry, anciens seigneurs de Saint-Jean d'Anglès et encore propriétaires, à l'époque, du château et de terres avoisinantes. La plus récente des cloches fut mise en place en 1957. Elle remplace celle de 1768, dont les parrains étaient membres de la famille de Comminges (ou Commenge). Baptisée "Marie-Thérèse", la nouvelle cloche fut bénie par l'archevêque d'Auch, Mgr Audrain. Elle eut pour parrains les enfants de la paroisse.
À l'intérieur de l'église, on note deux toiles, une Sainte Famille de qualité, ainsi que le tableau représentant une crucifixion avec la Vierge et saint Barthélemy réalisé au XVIIIe siècle (ISMH 2003). Des bannières de confréries sont également conservées.
La statue de Jeanne d'Arc date du temps où elle n'était pas encore canonisée, mais seulement « bienheureuse ». Son installation donna lieu à d'importantes cérémonies les 10, 11 et 12 décembre 1909.
L'essentiel du décor de l'église, les murs peints au pochoir et les trois autels alignés contre le chevet, remontent au XIXe siècle. Les carreaux de terre cuite au sol sont plus anciens. Des ossements furent retrouvés lors de travaux de réfection et l'on suppose que l'ancienne crypte des seigneurs du village se trouve sous l'autel.
Un ancien autel en bois dédié à saint Nicolas, présent encore au XIXe siècle selon des témoignages, a disparu mais la statue en bois du saint (XIVe – XVe siècle) a été retrouvée.
Parmi les curiosités, on peut signaler la présence de ce qui est peut-être un bénitier de cagot.
La cuve baptismale en pierre, en forme de calice, est d'une facture élégante.
Les vitraux modernes datent de 1961. Ils furent réalisés par Létienne, un verrier de Tarbes, dans les Hautes-Pyrénées.

#### Chapelle Saint-Jean-d'Anglès de Condesse
Dans les environs, la chapelle de Saint-Jean d'Anglès, ancienne église vicariale au centre du cimetière, dédiée à saint Jean-Baptiste, est en cours de restauration.
L'association des Amis de la chapelle Saint-Jean d'Anglès a été formée pour lever les fonds nécessaires à la restauration de l'édifice et pour en surveiller les travaux. Elle comprend les Baladins de Saint-Jean qui organisent tous les étés au château de Saint-Jean d'Anglès un spectacle bilingue (anglais-français): « Shakespeare au château ».

### Patrimoine civil

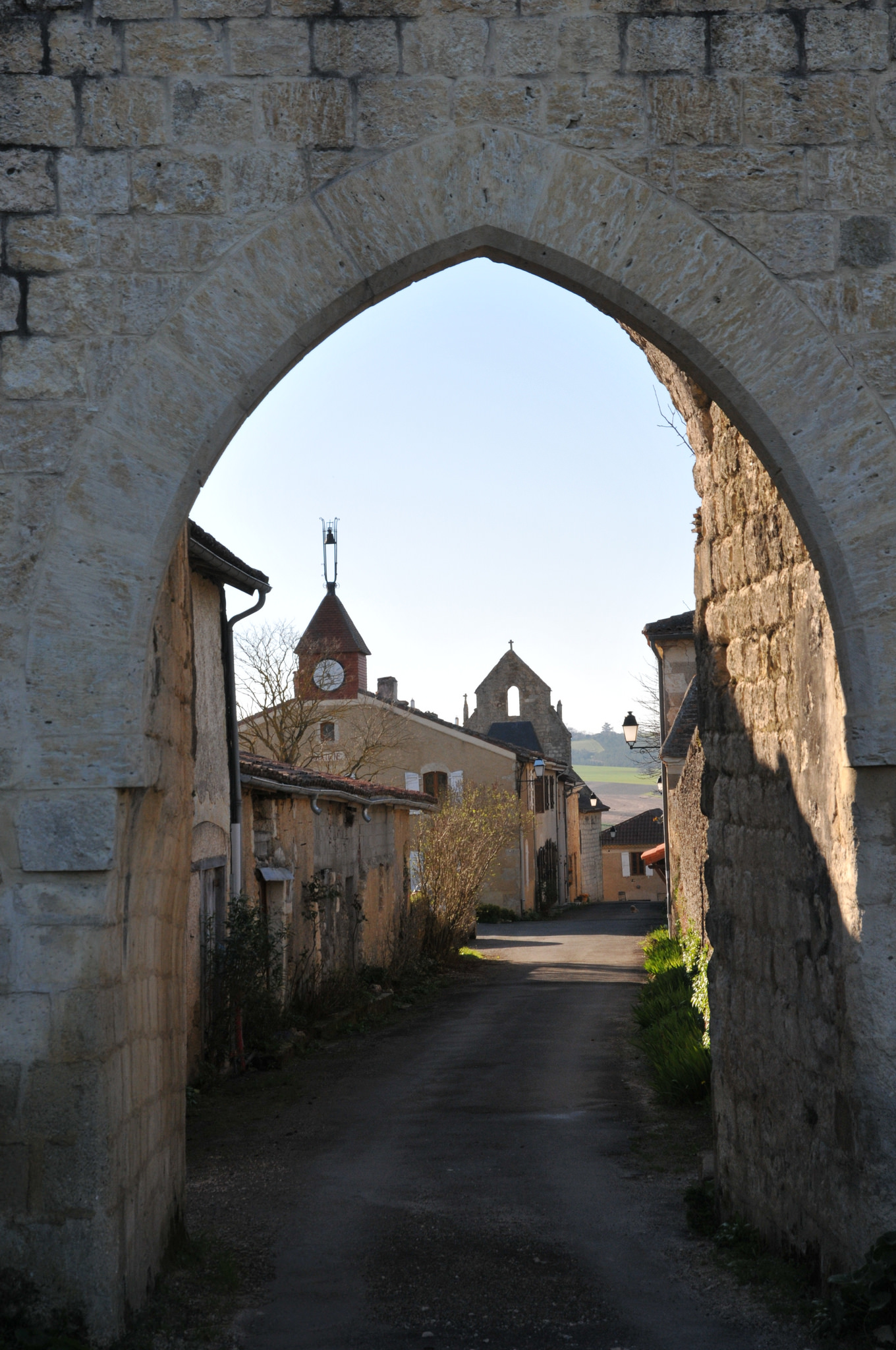
Porte entrée est

Le plus ancien monument de la commune est sans nul doute la Tourraque de Merlieu, à 500 m au sud du village. C'est une pile gallo-romaine qui a pu mesurer entre 10 et 12 m de haut lors de sa splendeur, si l'on se réfère aux tourraques du Gers qui ont mieux résisté au temps. Sa destruction a commencé dès 1856 et on l'a amputée de sa partie supérieure. Aujourd'hui, elle se présente sous la forme d'un massif de maçonnerie compact dont les faces sont habillées de parement en petit appareil. Sa hauteur est de 5 m de haut, sa base est de 3,80 m sur 2,70 m environ.
Le village est presque entièrement entouré de ses remparts typiques du castelnau gascon. Deux portes permettent l'accès au village, l'une à l'est, l'autre à l'ouest. La porte principale, située à l'est, à l'issue des routes venant de Mirannes et de l'Isle-de-Noé, a perdu sa pièce haute, un pigeonnier, visible sur d'anciennes photos, détruite, selon les témoignages oraux des Saint-Araillais, vers 1920. L'accès par la porte ouest, en contrebas, n'est pas carrossable. La construction comporte encore un étage percé de deux archères. La mairie se trouve au centre du village. La bibliothèque y est logée, ainsi qu'une ancienne salle de classe.
Le château de Saint-Arailles (le castet), actuellement propriété privée, est à l'origine une maison-forte flanquée d'échauguettes, dont une subsiste encore. Les parties les plus anciennes remontent au XIIIe siècle. Le château a été modifié dans la deuxième moitié du XVIIIe siècle pour lui donner l'aspect d'une chartreuse en créant une vaste terrasse qui domine les alentours. Vendu par lots vers 1845, le bâtiment n'a retrouvé que récemment son unité.
Le monument aux morts, à l'entrée sud du village, représente un poilu. Il date de 1922. Il porte six noms pour la guerre de 1914-1918 et un seul pour celle de 1939-1945. Il manque l'indication de Jean-Joseph Lasportes, tué à l'ennemi dans la Marne le 30 avril 1916. Tous figurent sur la base de données Mémoire des Hommes du Ministère de la Défense.

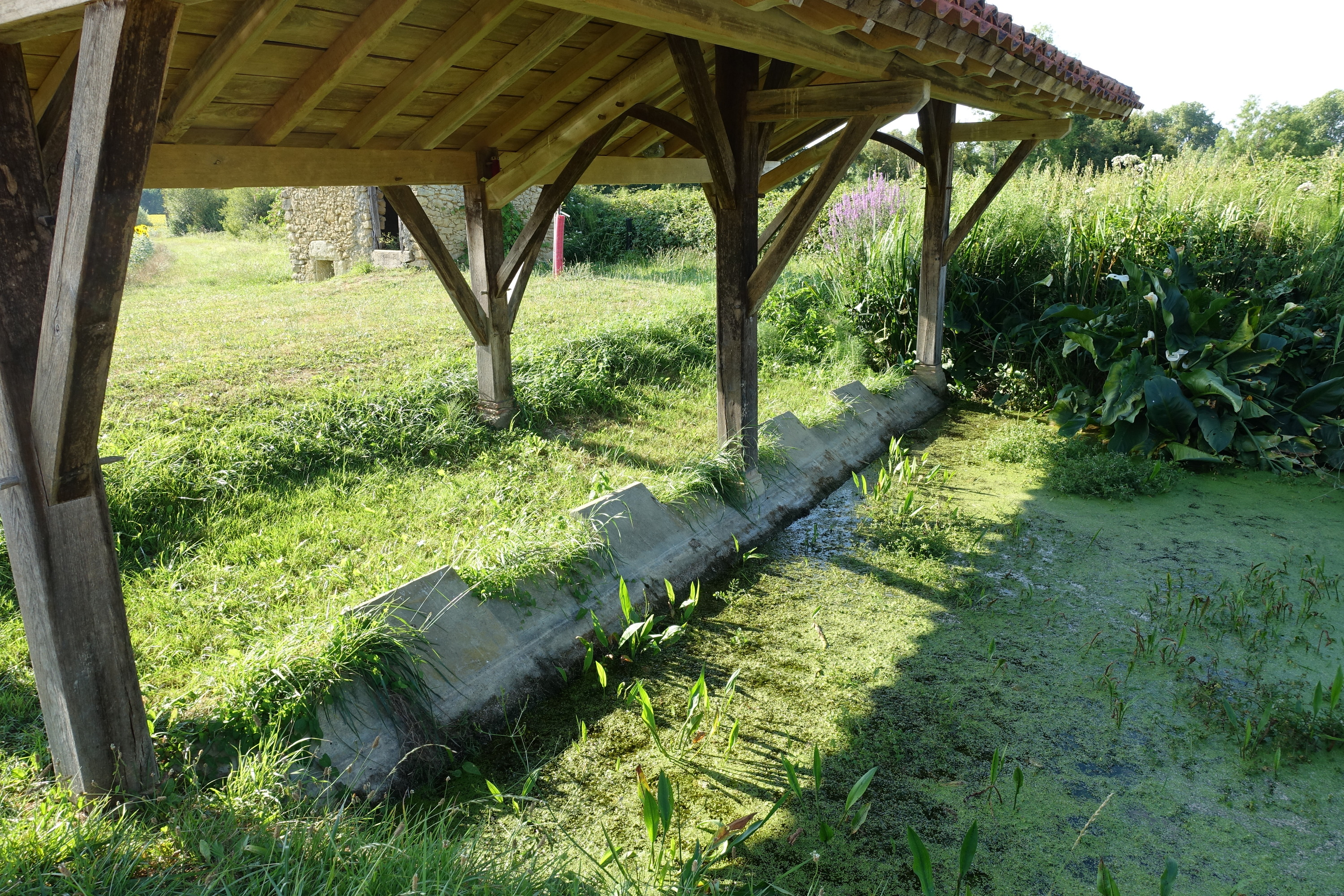
L'ancien lavoir.

Le chemin communal au sud, passe devant l'ancien lavoir qui a servi jusqu'aux années 1960: l'arrivée de l'eau courante au village l'a rendu caduc. Un peu plus au sud, près de la chapelle de Brétous, on trouve encore des grottes qui ne paraissent pas avoir été habitées.
À 1 km. en contrebas du castelnau, dans la vallée de l'Osse, se trouve l'ancien hameau de Saint-Jean-d'Angles, devenu commune à la Révolution, puis rattaché à Saint-Arailles en 1821.
Son château, fortement restauré, a appartenu à la famille de Barry jusqu'à la fin du XXe siècle. Le pigeonnier du XIXe siècle à six arceaux est remarquable. Le château est une propriété privée.

### Personnalités liées à la commune
- Parmi les seigneurs de Saint-Arailles, Bernard de Comminges, chevalier, baron de Saint-Lary, né le 16 octobre 1696, cornette au régiment d’Épinal, capitaine en 1721, chevalier de Saint-Louis en 1735, major du régiment de Vibrai en 1740, lieutenant-colonel en 1747, épouse en premières noces le 13 février 1730 Jeanne-Françoise de Gaillon (parfois orthographié Caillon), fille de Jean-Baptiste de Gaillon et de Jeanne de Rouillan. Grâce à elle il acquiert la seigneurie de Saint-Arailles. Ils eurent pour fils unique Marie-Joseph, né à Auch le 15 janvier 1734. Capitaine des dragons au régiment de Caraman par commission du 15 août 1755, Marie-Joseph, comte de Comminges, dernier seigneur de Saint-Arailles, n'a pas été inquiété pendant la Révolution : il devient même commandant en second de la garde nationale à Auch. Il est mort tranquillement dans son château en 1806. Marie-Joseph de Comminges a été représenté par Carmontelle en 1759 alors qu'il était capitaine de dragons. Le portrait est conservé au musée Condé à Chantilly[45].
- Né à Saint-Arailles en 1770, 1774 ou 1775, Jean-François (parfois Jean-Joseph ou Jean-Jacques) Dauxion-Lavaysse, employé commercial à Saint-Domingue, négociant, voyageur, colon à Sainte-Lucie, militaire, traducteur[46] et envoyé gouvernemental[47] a connu une carrière riche en rebondissements. Il a publié un important Voyage aux îles de Trinité-et-Tobago, de la Marguerite, et dans diverses parties de Venezuela dans l'Amérique méridionale[48], ainsi que des Observations d'un François sur la traite des noirs, et sur l'état actuel de Saint-Domingue. Il a également collaboré à la biographie Michaud. Il fut condamné comme bigame à vingt ans de travaux forcés en 1817 après la dénonciation d'une demoiselle Lafitte, épousée en Jamaïque en 1797[49]. Sa peine fut commuée en bannissement et il se réfugia auprès du prince Eugène de Beauharnais en Bavière, où il devait mourir en 1826.
- Pierre Massartic, dit Pey Massartic, est né à Saint-Arailles en 1918. Il est l'auteur de nombreux poèmes en langue d'oc, dont certains furent rédigés lors de sa captivité en Allemagne pendant la Seconde Guerre mondiale. Il fait paraître en 1962 son recueil Escapados (Evasions)[50]. Les vers de Massartic ont été récompensés par plusieurs prix dont le Jasmin d'argent. Il a été maire de Saint-Arailles de 1959 à 1971. Il est décédé le 22 avril 2002. Son nom a été donné à la salle de classe ancienne de la mairie de Saint-Arailles[51].

### Faune et flore
La variété géologique entraîne la présence de plusieurs écosystèmes, riches en faune et en flore.
Sur les terrains calcaires poussent de nombreuses orchidées sauvages. Un travail de recensement et de préservation a été entrepris avec Natura 2000. Une promenade annuelle est organisée chaque 1er mai, pour observer les fleurs. On remarque également des lavandes, des cardoncelles et des globulaires. Des papillons, des criquets, des sauterelle ou encore des mantes religieuses, insectes des milieux secs, aiment à y vivre.
Les zones bocagères sont colonisées entre autres par différentes variétés de chauve-souris comme le rhinolophe ou le vespertilion de Bechstein.
Rivières, mares et prairies humides sont peuplées par des espèces diverses, comme la sofie, un poisson d'eau douce, ou la cistude, une tortue aquatique. crapauds, grenouilles, tritons et libellules y ont également élu domicile.
Beaucoup d'oiseaux passent par Saint-Arailles et s'y attardent parfois comme l'engoulevent, la bergeronnette, la huppe fasciée ou le rossignol.
Parmi la faune sauvage, on remarque entre autres des sangliers, des chevreuils, des bécasses, des renards ou encore des lièvres. Le passage des palombes et des canards sauvages attire les amateurs de chasse.

### Randonnées
Un parcours de petite randonnée d'une heure balisé (PR 1) part de la place du village. Le GR 653 traverse la commune. Une randonnée pédestre de 13,5 km en quatre heures au départ de Saint-Arailles permet de voir entre autres le pont-digue de Mazère.